# کوجیما یاتارو
کوجیما یاتارو (به ژاپنی: 小島 弥太郎 Kojima Yatarō)؛ ۱۵۲۲ – ۱ ژانویهٔ ۱۵۸۲ (سن ۶۰–۶۱)) سامورایی در دوره سنگوکو و ملازم خاندان اوئه‌سوگی اهل ژاپن بود.